# فليغرانولوجيا

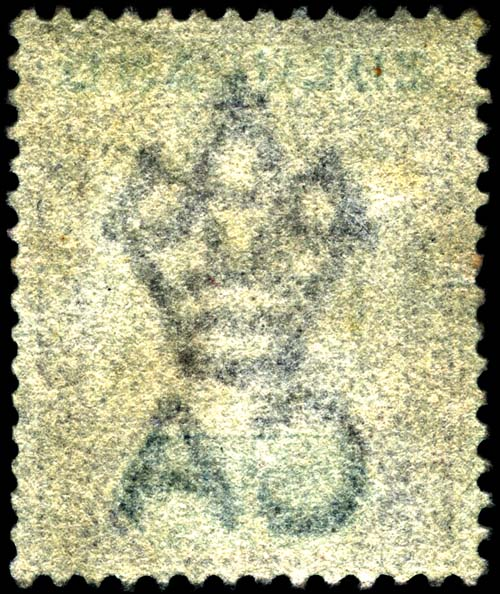

الفليغرانولوجيا هو علم يبحث في دراسات علامات الكاغد وقد ظهر أولا في إيطالية.